# Нафанаил (Савченко)
Архиепископ Нафанаил (в миру Николай Иванович Савченко; 1799, Белгород — 4 [16] марта 1875, Чернигов) — епископ Русской православной церкви, архиепископ Черниговский и Нежинский.

## Биография
Родился в 1799 году в Белгороде Курской губернии в семье протоиерея. Обучался в Курской духовной семинарии. Затем, 10 июня 1825 года окончил Киевскую духовную академию и был определён в этой академии бакалавром немецкого языка; 29 ноября 1827 года утверждён в звании магистра и переведён в Курскую семинарию профессором философии. С 15 октября 1832 года назначен в Тверскую семинарию инспектором и профессором философии.
Овдовев через год после женитьбы, 17 марта 1833 года пострижен в монашество; 4 июля того же года рукоположён в сан иеродиакона, а 11 июля — во иеромонаха.
С 15 июля 1834 года был назначен ректором Подольской духовной семинарии; 9 сентября того же года возведён в сан архимандрита и 30 ноября назначен настоятелем Каменец-Подольского Свято-Троицкого монастыря. В 1838 году кроме догматического богословия преподавал в высшем отделении семинарии Священное Писание.
В 1834 году взял на себя попечение об оставшихся без отца племяннике Николае Страхове, впоследствии ставшем известным философом.
5 мая 1839 года назначен ректором Костромской духовной семинарии и настоятелем Богоявленского монастыря.
26 августа 1845 года хиротонисан во епископа Ревельского, викария Санкт-Петербургской епархии.
С 25 февраля 1850 года — епископ Старорусский, викарий Новгородской епархии.
19 декабря того же года переведён епископом Полтавским и Переяславским.
В 1860 году построил тёплый храм в честь Покрова Пресвятой Богородицы в Красногорском Богословском Преображенском монастыре.
13 сентября 1860 года назначен епископом Архангельским и Холмогорским.
Способствовал обновлению архангельских храмов. С его благословения была построена церковь во имя святителя Николая Чудотворца на подворье Николо-Корельского монастыря в Архангельске. По его распоряжению Шенкурский Троицкий мужской монастырь был преобразован в женскую обитель. Установил празднование дней 23 июня, 22 августа и 8 ноября в честь чудотворных образов Владимирской Богоматери, Грузинской Богоматери Архистратига Михаила (небесного покровителя города Архангельска).
В курс обучения духовной семинарии были введены педагогические дисциплины, инородческие языки и учение о расколе, для практических занятий открыта воскресная школа. В 1863 году епископ открыл в Архангельске «Духовное для девиц училище» и составил Руководство к его управлению. За годы своего существования Епархиальное женское училище стало основной базой подготовки учительниц для народных школ. Пожертвовал библиотекам епархиальных духовных учебных заведений около 900 томов книг.
18 августа 1871 года назначен епископом Черниговским и Нежинским.
31 марта 1874 года возведён в сан архиепископа.
Владыка Нафанаил хотя и был примерный монах, но в служебной деятельности нередко был неправ, оказывая безграничную доверчивость некоторым лицам, умевшим завладевать его расположением. Кроме того, он легко поддавался первому впечатлению, по которому и составлял мнение о человеке, а потому одним верил на слово во всём, а другим без всякой причины ни в чём не доверял. При таком его характере нечестные люди, умевшие носить маску благонамеренности и благочестия, пользовались его милостью, а духовная консистория делала, что хотела.
Архиепископ Нафанаил был близким и любимым другом члена Св. Синода митрополита Ионы (Василевского).
Скончался 4 (16) марта 1875 года. Погребён в алтаре главного Троицкого храма Троице-Ильинского монастыря под Черниговом.